# Natriumtartrat
Natriumtartrat ist ein Natriumsalz der Weinsäure mit der Summenformel C4H4O6Na2. Es kommt in gebundener Form in vielen Früchten vor.

## Isomere
Wie Weinsäure verfügt auch Natriumtartrat über zwei Stereozentren. Je nach der Konfiguration dieser Zentren liegt D-(−)-Natriumtartrat [Synonym: (2S,3S)-Natriumtartrat], L-(+)-Natriumtartrat [Synonym: (2R,3R)-Natriumtartrat] oder das optisch inaktive meso-Natriumtartrat vor. In der meso-Form ist eines der Stereozentren (R)- das andere (S)-konfiguriert. „Natriumtartrat“ ohne nähere Bezeichnung bezieht sich meist auf L-(+)-Natriumtartrat.
| Isomere von Natriumtartrat |                                               |                                              | |
| Name                       | L-(+)-Natriumtartrat                          | D-(–)-Natriumtartrat                         | meso-Natriumtartrat                                                                                      |
| Strukturformel             |                                               |                                              | |
| Andere Namen               | Dinatriumsalz der (2R,3R)-Weinsäure           | Dinatriumsalz der (2S,3S)-Weinsäure          | Dinatriumsalz der meso-Weinsäure Dinatriumsalz der (2R,3S)-Weinsäure Dinatriumsalz der (2S,3R)-Weinsäure |
| CAS-Nummer                 | 868-18-8 (Anhydrat) 6106-24-7 (Dihydrat)      | 109175-69-1 (Anhydrat) 22476-07-9 (Dihydrat) | 4504-50-1                                                                                                |
| CAS-Nummer                 | 51307-92-7 (Racemat)                          |                                              | |
| CAS-Nummer                 | ? (Isomerengemisch)                           |                                              | |
| EG-Nummer                  | 212-773-3 (Anhydrat) 612-074-7 (Dihydrat)     | 244-213-9 (Anhydrat)                         | 224-817-9                                                                                                |
| ECHA-Infocard              | 100.011.613 (Anhydrat) 100.122.993 (Dihydrat) | 100.040.179 (Anhydrat)                       | 100.022.563                                                                                              |
| PubChem                    | 162637 (Anhydrat) 12598458 (Dihydrat)         | 159905 (Anhydrat)                            | 165240                                                                                                   |
| PubChem                    | 13355 (Isomerengemisch)                       |                                              | |
| Wikidata                   | Q27132338 (Anhydrat) Q27276410 (Dihydrat)     | Q27282569 (Anhydrat)                         | Q27266651                                                                                                |
| Wikidata                   | Q283499 (Isomerengemisch)                     |                                              | |

## Darstellung und Gewinnung
Natriumtartrat wird in der Regel aus natürlicher Weinsäure hergestellt, die ihrerseits aus Weinstein aus Weinrückständen gewonnen wird, der zuerst mit Kalkmilch und dann mit Schwefelsäure versetzt wird.

## Verwendung

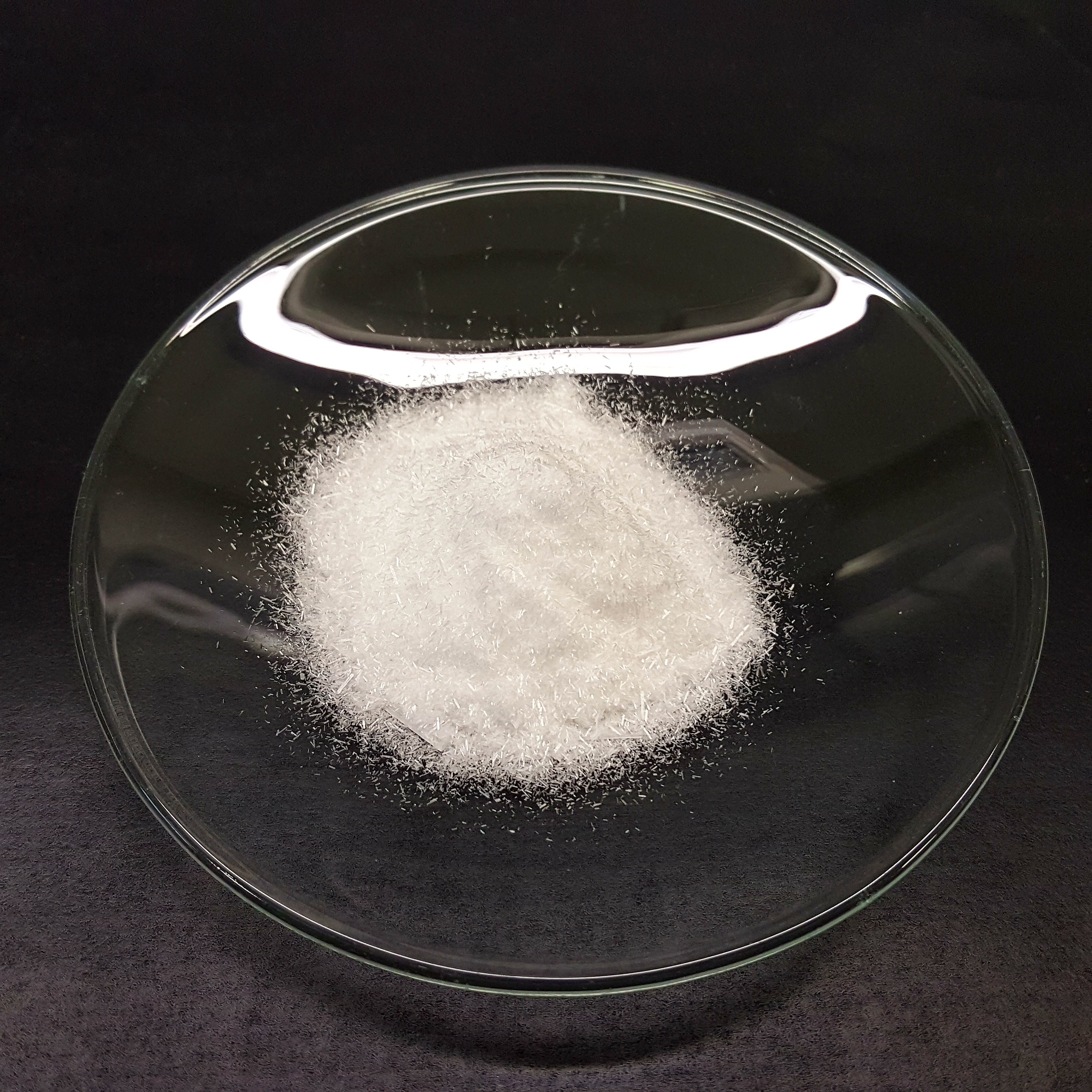
Natriumtartrat-Dihydrat

Da in kristallinem Natriumtartrat eine definierte Menge Kristallwasser gebunden ist, ist es ein verbreiteter primärer Standard für das Karl-Fischer-Verfahren, ein verbreitetes Verfahren zur quantitativen Wasserbestimmung durch Titration.
Das Natriumtartrat und das Natriumhydrogentartrat der (natürlichen) L-(+)-Weinsäure werden als Backtriebmittel, als Säuerungsmittel oder Säureregulator und auch als Ersatz für Kochsalz verwendet. Aufgrund der Eigenschaft von Tartraten, mit Eisen- und Schwermetallionen stabile Komplexe zu bilden, unterstützen sie die Wirkung von Antioxidationsmitteln und werden so auch als Komplexbildner eingesetzt. Es ist in der EU als Lebensmittelzusatzstoff der Nummer E 335 mit einer erlaubten Tagesdosis von 30 mg pro Kilogramm Körpergewicht zugelassen und gilt dann als unbedenklich.